# Сан Ђорђо (Монца и Бријанца)
Сан Ђорђо је насеље у Италији у округу Монца и Бријанца, региону Ломбардија.
Према процени из 2011. у насељу је живело 339 становника. Насеље се налази на надморској висини од 176 м.